# Frida Hansen

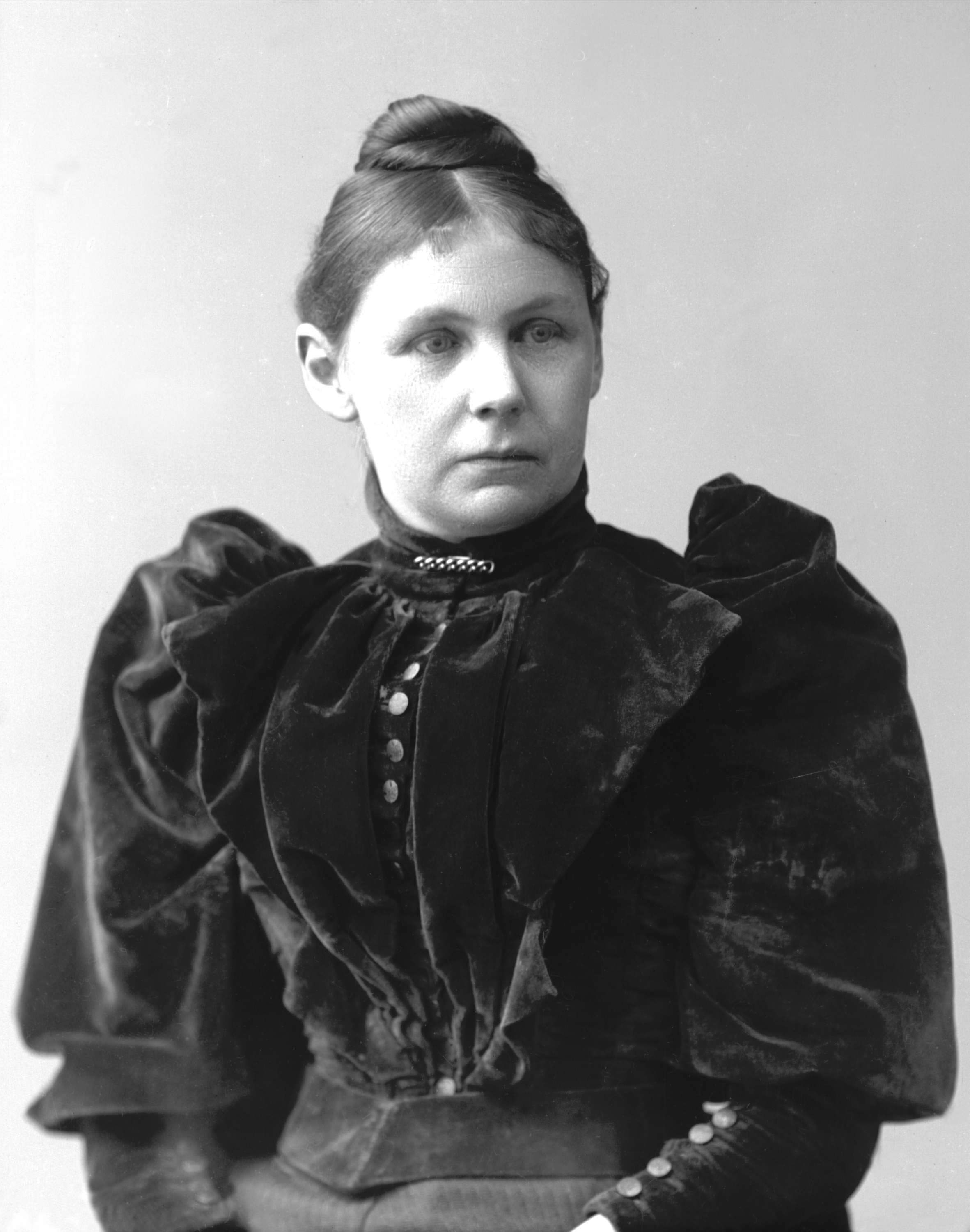
Frida Hansen, um 1896

Frida Hansen (* 8. März 1855 in Stavanger, Norwegen; † 12. März 1931 in Oslo, Norwegen) war eine norwegische Textilkünstlerin und Designerin.

## Leben

### Jugend, Heirat und wirtschaftlicher Niedergang der Familie
Frida Hansen wurde in Hetland (seit 1965 Teil der Kommune Stavanger) geboren. Ihre Eltern waren der Großhändler und Reeder Peter Sickerius Petersen und Mathilde Helliesen.
In ihrer Jugend wollte sie Malerin werden und nahm Unterricht bei Kitty Kielland und dem Marinemaler Johan Bennetter. Die Familie war vermögend und ermöglichte ihr Studienreisen, zum Beispiel nach Paris.
Die Ambitionen gab die damals 18-jährige nach der Hochzeit (1873) mit dem Kaufmann Wilhelm Severin Hansen auf. Nach dem Tod ihres Vaters im Jahr 1875 zog die Familie nach Hillevåg in das Køhlerhuset in Stavanger, wo Frida Hansen drei Kinder, zwei Töchter und einen Sohn, bekam und sich um das Haus und die Planung des Gartens kümmerte. Während der großen Depression brachen die Geschäfte ihres Mannes 1882 zusammen und das Unternehmen ging in den Konkurs. Die Familie verlor ihr Zuhause und ihr Ehemann musste im Ausland Arbeit suchen. Zwei ihrer Kinder starben in dieser Zeit.

### Neuanfang mit eigenem Geschäft und Studium der norwegischen Webtradition
Um ihren Lebensunterhalt zu verdienen, eröffnete Frida Hansen ein Stickereigeschäft. Ein ihr zur Reparatur gebrachter Wandteppich weckte ihr Interesse an den traditionell gewebten Textilien und den lokalen Mustern.
Sie beschäftigte sich mit der Bildwirkerei, erforschte die Techniken und suchte schließlich jemanden, der ihr die traditionelle Webtechnik beibringen konnte. Dafür fand sie 1889 Kjerstina Hauglum aus Lærdal. Neben der Webtechnik erarbeitete sie sich auch Kenntnisse in der auf Pflanzen basierenden Färbung des Wollgarns und gründete 1889 in Stavanger Norwegens erste Naturfärberei.
Ihr erster Wandteppich Birkebeinerne förder den jungen Haakon Hakonsson paa Skii over Fjeldet entstand 1888/1889 nach einem Motiv von Knud Bergslien. Diesen Teppich und einige Vorhänge stellte sie 1890 bei einer Husflidenausstellung in Kristiania aus und bekam dafür positive Kritik.

### Eigenes Atelier und Entwicklung ihres eigenen Stils

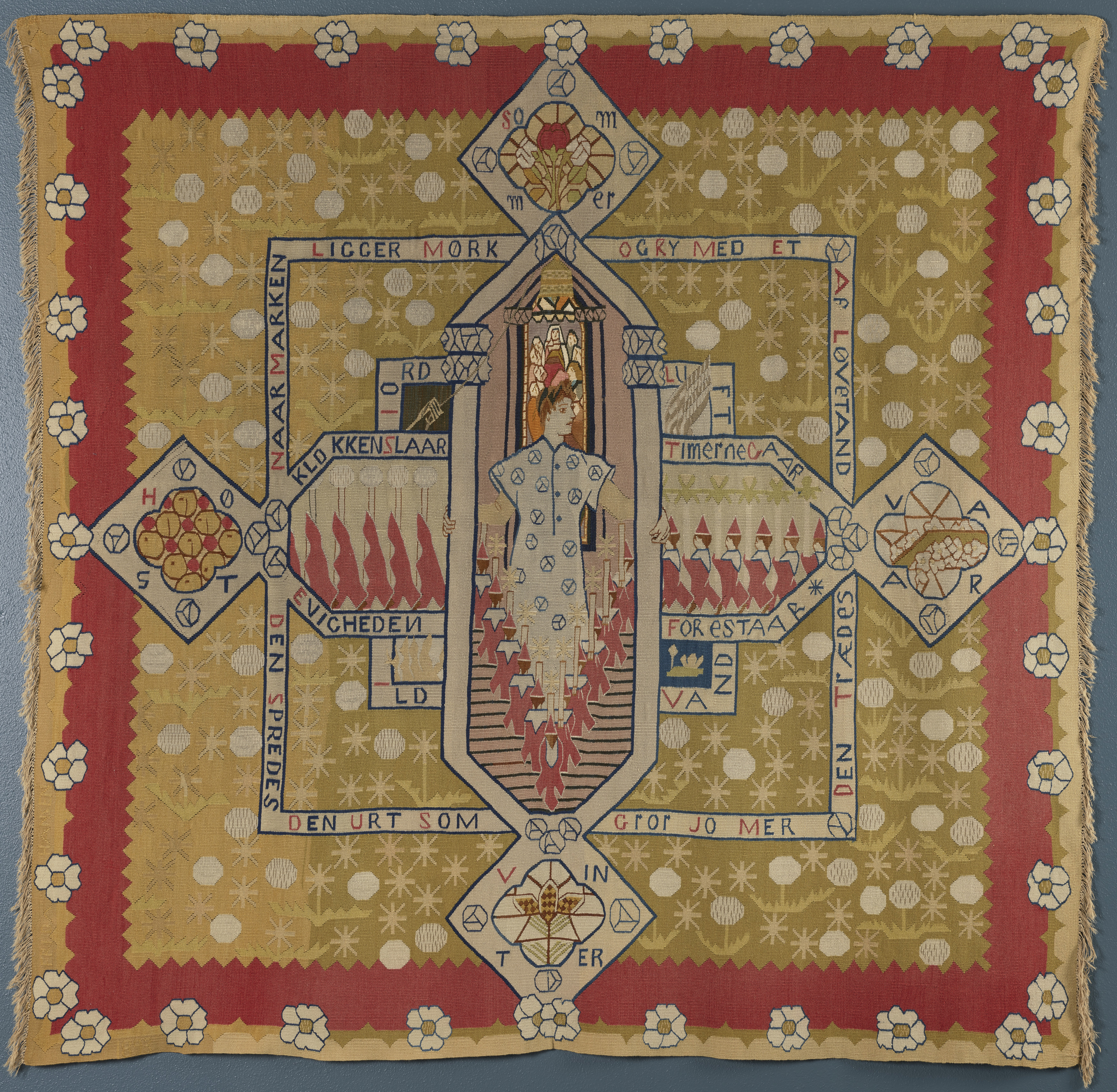
Løvetand (Löwenzahn), 1893

1890 gründete sie in ihrer Heimatstadt das Webatelier Fru Frida Hansens Atelier for haandvævde norske Tepper („Frau Frida Hansens Atelier für handgewebte norwegische Teppiche“). 1892 zog sie nach Kristiania und richtete dort die Webschule Atelier for national Tæppevævning in Tullinløkka ein. 1893 eröffnete sie auch eine Färberei für Garne. Eine mit dem norwegischen Kunsthandwerksverband abgeschlossene Kooperationsvereinbarung wurde nach mehreren Konflikten, unter anderem zum Urheberrecht, 1894 wieder beendet. Für die Teilnahme der 1884 gegründeten Norsk Kvinnesaksforening fertigte Fridas Hansen anlässlich der Weltausstellung in Chicago 1893 den Wandteppich Løvetann (Löwenzahn). Das Werk nutzt die Metapher des Löwenzahns für die Darstellung des immerwährenden Werdens und Vergehens und der Widerstandskraft dieser Pflanze (stellvertretend für Frauen) gegen alle Widrigkeiten. Ein Teil des eingewebten Textes ist ein Zitat aus dem Werk von Henrik Wergeland: Naar marken ligger mørk og ry med et af løvetand den trædes den urt som gror jo mer den spredes („Wenn der Boden dunkel liegt und schwelt von Löwenzahn. Es breitet sich das Kraut aus, das wächst, je mehr es zertreten wird.“)
Ein Großauftrag der Familie Butenschøn für das Gut Søndre Skøyen (Olav Liljekrans-Zyklus) schaffte den finanziellen Spielraum für eine Studienreise. Diese führte Frida Hansen 1895 zunächst nach Köln, wo sie an einer öffentlichen Zeichenschule lernte und später nach Paris, wo sie den Symbolismus und die aufkommende Jugendstilbewegung beobachtete. Die starken Stilisierungen und dekorativen Vereinfachungen dieser Strömungen geben entscheidende Impulse für ihr weiteres Werk nach der Rückkehr nach Norwegen.
1897 gründete sie mit der Frauenrechtsaktivistin Randi Blehr die Norsk Aaklæde- og Billedtæppe-Væveri („Norwegische Weberei für Tagesdecken und Wandteppiche“), die ab 1899 unter dem Namen Det norske Billedvæveri A/S (DNB) firmierte und von Frida Hansen als Geschäftsführerin geleitet wurde.
Am 2. November des gleichen Jahres erhielt Frida Hansen das Patent auf die von ihr neuentwickelte transparente Webtechnik, bei der sie zwischen dichten und durchscheinenden Teilen im Gewebe wechselte. Diese dekorative Technik, bei der in einzelnen Bereichen nur die Kettfäden und keine Schussfäden sichtbar waren, konnte für Raumteiler und Vorhänge verwendet werden.

### Melkeveien und der internationale Durchbruch

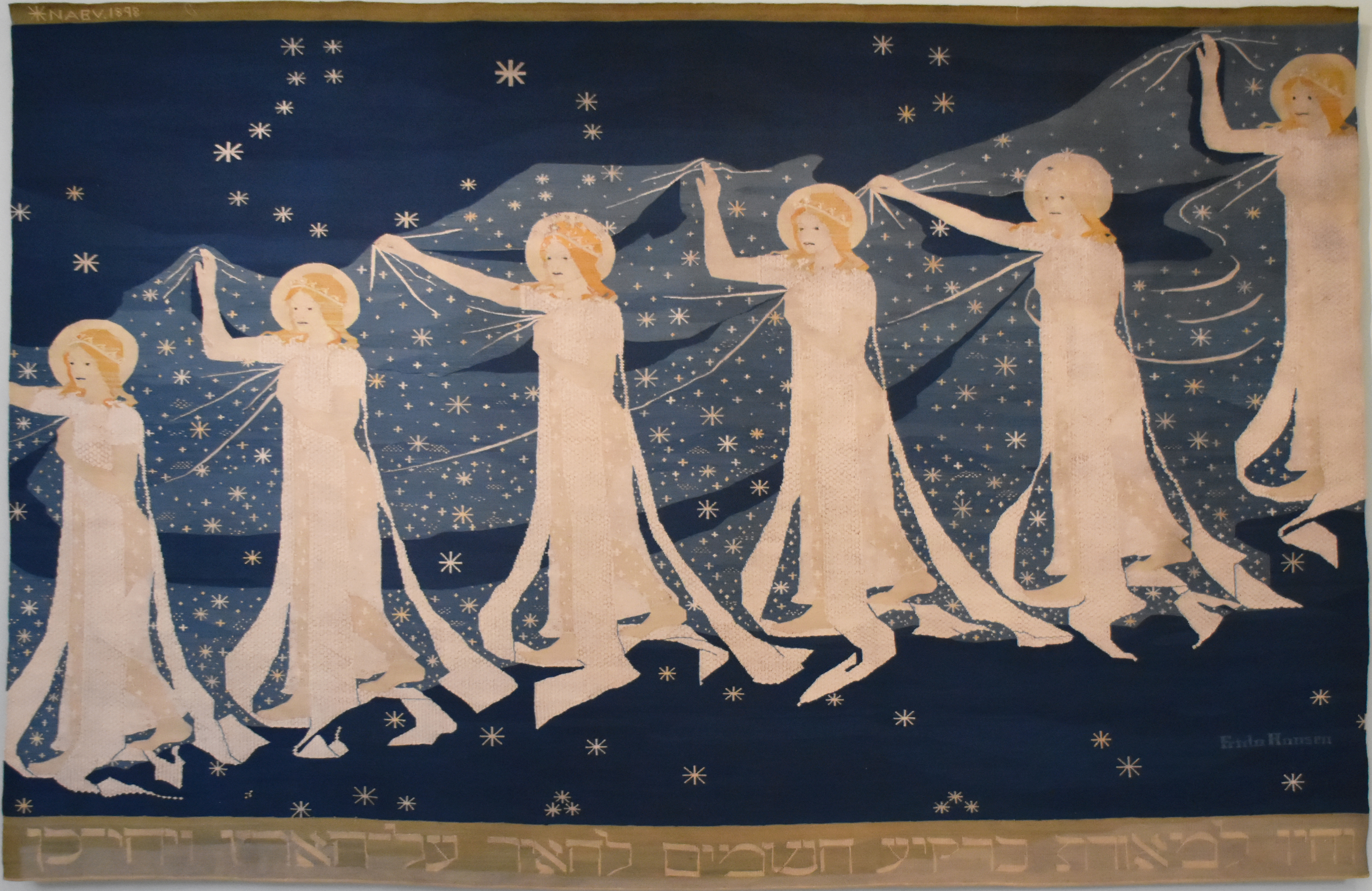
Melkeveien (Milchstraße), 1898

Eine landesweite Ausstellung in Bergen wurde für Frida Hansen ein wichtiger Erfolg. Es wurden 26 ihrer Werke ausgestellt, unter anderem auch ihr Wandteppich Melkeveien (Milchstraße), der als ihr bedeutendstes Werk und eines der Hauptwerke des Jugendstils angesehen wird.
Der Teppich zeigt sechs junge Frauen, die gemeinsam mit ihren erhobenen rechten Armen einen mit Sternen besetzten Schleier tragen und dabei über den Nachthimmel schweben. Der Hintergrund ist dunkelblau. Auf dem schmalen oberen goldenen Rand steht „⚹ NABV 1898“, ein Verweis auf ihre Weberei und das Herstellungsdatum.
Der breitere goldfarbene Rand unten trägt die hebräische Inschrift: „וְהָי֤וּ לִמְאוֹרֹת֙ בִּרְקִ֣יעַ הַשָּׁמַ֔יִם לְהָאִ֖יר עַל־הָאָ֑רֶץ וַֽיְהִי־כֵֽן“ („Sie sollen Lichter am Himmelsgewölbe sein, um über die Erde hin zu leuchten. Und so geschah es.“), ein Bezug auf das Buch Genesis 1.15, und die Schöpfung der Welt.
In hellblau ist unten rechts auf dunklem Grund die Signatur „Frida Hansen“ eingewebt.	
An der  Pariser Weltausstellung von 1900 beteiligte sich Frida Hansen mit den Wandteppichen Salomes dans („Salomes Tanz“, heute im Museum Bellerive in Zürich), De fem kloge og de fem daarlige Jomfruer („Die fünf klugen und die fünf törichten Jungfrauen“, verschollen) und weiteren Ausstellungsstücken.
Die Weberei DNB erhielt dort eine Goldmedaille für ihre gesamte Ausstellung und Frida Hansen für ihren künstlerischen Beitrag. Darüber hinaus wurde sie vom französischen Staat zum Offizier des Ordre des Palmes Académiques ernannt.
Während der Weltausstellung erwarb das Hamburger Museum für Kunst und Gewerbe den Teppich Melkeveien.
In den Jahren nach der Pariser Ausstellung wurden Frida Hansen und die DNB zu großen Jugendstilausstellungen in Brüssel, Turin und Krefeld eingeladen.
DNB fertigte unter der Leitung von Frida Hansen auch Teppiche für andere Künstler. So entstanden dort nach den Entwürfen von Gerhard Munthe die beiden Reichsteppiche (Riksteppene), die die Reise König Sigurds nach Jerusalem und Konstantinopel thematisierten.
1904 ließ sich Frida Hansen nach einem Entwurf der Architektin Lilla Hansen ihr Wohnhaus, das Bestumhus in der heutigen Tingstuveien 23 (Oslo) (59° 55′ 19,5″ N, 10° 40′ 24,7″ O) errichten.

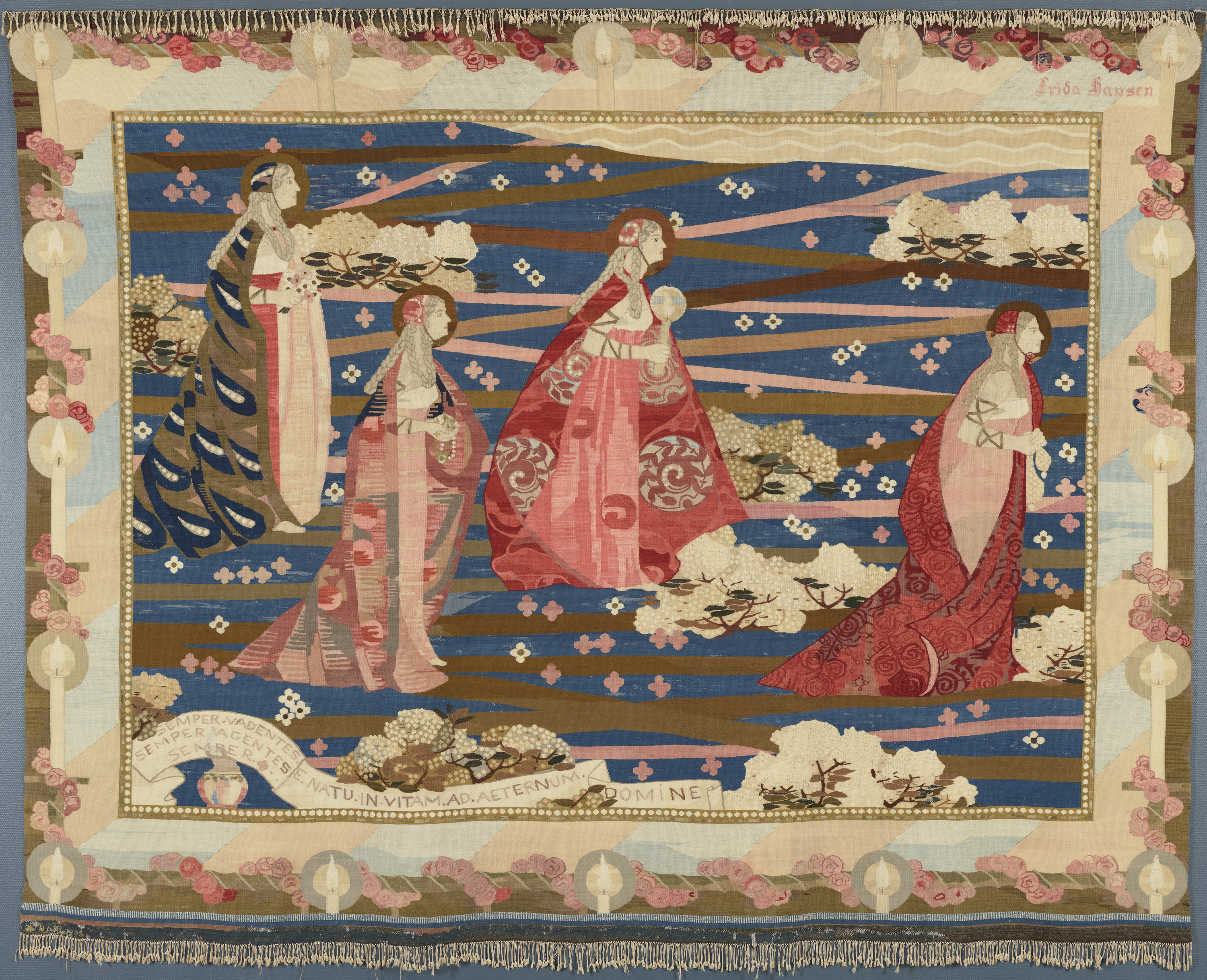
Semper Vadentes (Immer voran), 1905

In den folgenden Jahren realisierte sie eine Reihe von Wandteppichen, unter anderem I Rosenhaven („Im Rosengarten“, 1904, heute Drammen Museum) und Semper Vadentes („Immer voran“, 1905, heute im Stavanger Art Museum). Semper Vadentes gilt als eines ihrer Hauptwerke. In einem Interview 1907 beschreib Frida Hansen das Motiv als „ruheloses Wandern des Menschen hin zum Ozean der Ewigkeit, der in der Ferne schimmert“. Die abgebildeten vier voranschreitenden Frauen tragen jeweils symbolische Gegenstände, stellvertretend für unterschiedliche Lebensziele. Die Positionierung der Frauen entspricht nach der Interpretation der Biografin Anniken Thue dabei vermutlich der Bedeutung der Attribute für die Künstlerin und macht den Teppich damit zu einer Art Selbstporträt. Die beiden unteren Frauen tragen eine Perlenkette, symbolisch für Eitelkeit und einen Geldbeutel, der für materielles Interesse steht. Die Frau in der Mitte des Teppichs trägt eine Kerze, stellvertretend für die Liebe. Die Frau in der höchsten Position, gleichzeitig aber auch hinter den anderen Frauen, trägt einen Strauß Veilchen als Symbol für die Kunst. Der Teppich wurde 1906 in Paris ausgestellt und Frida Hansen wurde als assoziiertes Mitglied in die Société nationale des beaux-arts berufen. 
Weitere Werke entstanden in den Folgejahren. 1914 nahm sie an der Ausstellung anlässlich des 100. Jahrestags der norwegischen Verfassung auf dem Gelände des Frognerparks teil. Beiträge von ihr waren der Teppich Danaidernes kar (1914, „Das Gefäß der Danaiden“, heute Stavanger Kunstmuseum) und Sommernattsdrøm (1914, „Sommernachtstraum“, heute Nasjonalmuseet in Oslo).
1915 erhielt Frida Hansen die Verdienstmedaille des Königs in Gold

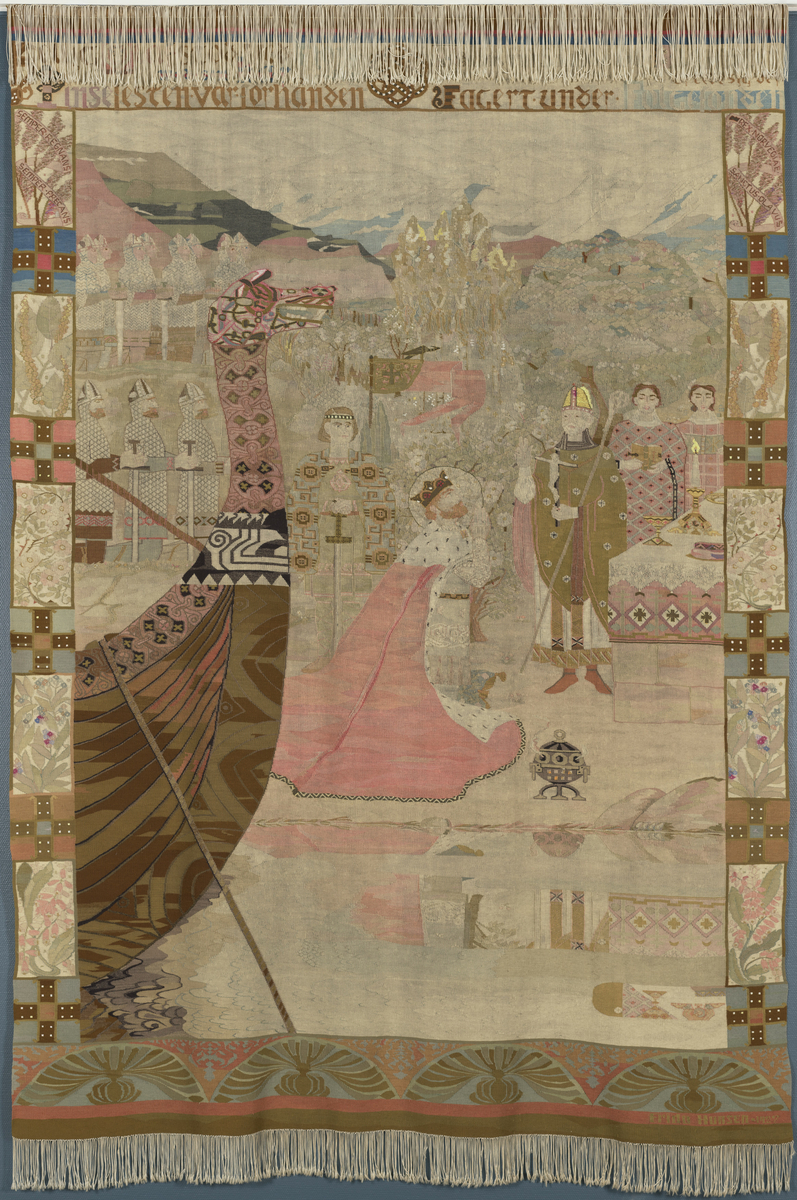
Olavsteppet (Olafsteppich), 1931

In den Folgejahren wandelte sich der Zeitgeschmack und der Jugendstil wurde von neuen Stilrichtungen verdrängt. Hansen fertigte weniger ihrer großen Wandteppiche an. Von 1926 bis zu ihrem Tod 1931 arbeitete sie an ihrem letzten großen Werk, dem Olavsteppet („Olafsteppich“, heute Stavanger Kunstmuseum), dessen Fertigstellung ihre Tochter Signe Djurhuus Levy übernahm. Nach ihrem Tod in Oslo wurde sie auf dem dortigen Ullern-Friedhof beigesetzt.

### Nachwirkung
Nach ihrem Tod geriet Frida Hansen in Norwegen nahezu in Vergessenheit. Ihre großen Werke waren zu großen Teilen im Ausland ausgestellt. In ihrer Heimat wurde sie erst 1973 mit der Ausstellung Frida Hansen-europeeren i norsk vevkunst („Frida Hansen – die Europäerin in der norwegischen Webereikunst“) im Kunstindustrimuseet in Oslo „wiederentdeckt“ und später als bedeutende Person der norwegischen Kunstgeschichte anerkannt.